# Samuel Jones (cầu thủ bóng đá, sinh năm 1955)
Samuel Stephen Thomas Jones (sinh ngày 6 tháng 9 năm 1955) là một cựu cầu thủ bóng đá chuyên nghiệp người Anh thi đấu ở vị trí thủ môn.

## Sự nghiệp
Sinh ra ở Harrogate, Jones kí hợp đồng với Bradford City vào tháng 9 năm 1971 sau khi thi đấu với tư cách học việc, rời câu lạc bộ vào tháng 7 năm 1975 để thi đấu ở Harrogate League. Trong thời gian với Bradford City ông có 2 lần ra sân ở Football League.